# Ruon Tongyik
Ruon Tongyik (28 dicembre 1996) è un calciatore australiano, difensore svincolato.

## Carriera

### Club
Ha giocato nella prima divisione dei campionati australiano ed iraniano.

### Nazionale
Il 7 giugno 2021 ha esordito con la nazionale australiana giocando l'incontro vinto 5-1 contro Taipei cinese, valido per le qualificazioni al campionato mondiale di calcio 2022.

## Statistiche

### Cronologia presenze e reti in nazionale
| Cronologia completa delle presenze e delle reti in nazionale ― Australia | Cronologia completa delle presenze e delle reti in nazionale ― Australia | Cronologia completa delle presenze e delle reti in nazionale ― Australia | Cronologia completa delle presenze e delle reti in nazionale ― Australia | Cronologia completa delle presenze e delle reti in nazionale ― Australia | Cronologia completa delle presenze e delle reti in nazionale ― Australia | Cronologia completa delle presenze e delle reti in nazionale ― Australia | Cronologia completa delle presenze e delle reti in nazionale ― Australia |
| Data                                                                     | Città                                                                    | In casa                                                                  | Risultato                                                                | Ospiti                                                                   | Competizione                                                             | Reti                                                                     | Note                                                                     |
| ------------------------------------------------------------------------ | ------------------------------------------------------------------------ | ------------------------------------------------------------------------ | ------------------------------------------------------------------------ | ------------------------------------------------------------------------ | ------------------------------------------------------------------------ | ------------------------------------------------------------------------ | ------------------------------------------------------------------------ |
| 7-6-2021                                                                 | Al Kuwait                                                                | Australia                                                                | 5 – 1                                                                    | Taipei cinese                                                            | Qual. Mondiali 2022                                                      | -                                                                        | 86’                                                                      |
| 11-6-2021                                                                | Al Kuwait                                                                | Nepal                                                                    | 0 – 3                                                                    | Australia                                                                | Qual. Mondiali 2022                                                      | -                                                                        | 83’                                                                      |
| Totale                                                                   |                                                                          | Presenze                                                                 | 2                                                                        |                                                                          | Reti                                                                     | 0                                                                        |                                                                          |